# USS Block Island (CVE-21)
Авіаносець «Блок-Айленд» (англ. USS Block Island (CVE-21)) — ескортний авіаносець США часів Другої світової війни типу «Боуг» (1 група, тип «Attacker»).

## Історія створення
Авіаносець «Блок-Айленд» був закладений 19 січня 1942 року на верфі «Seattle-Tacoma Shipbuilding Corporation». Спущений на воду 1 травня 1942 року, вступив у стрій 8 березня 1943 року.

## Історія служби
Після вступу устрій з жовтня 1943 року авіаносець «Блок-Айленд» ніс службу в Атлантичному океані, де входив до складу пошуково-ударної групи.
Авіаносець здійснив 7 патрульних походів. Його літаки потопили 4 німецькі підводні човни:
- U-220 — 28.10.1943 р. (48°53′ пн. ш. 33°30′ зх. д. / 48.883° пн. ш. 33.500° зх. д.)
- U-801 — 16.03.1944 р. (разом із надводними кораблями) (16°42′ пн. ш. 30°20′ зх. д. / 16.700° пн. ш. 30.333° зх. д.)
- U-1059 — 19.03.1943 р. (13°10′ пн. ш. 33°44′ зх. д. / 13.167° пн. ш. 33.733° зх. д.)
- U-66 — 06.05.1944 р. (разом із надводними кораблями) (17°17′ пн. ш. 32°29′ зх. д. / 17.283° пн. ш. 32.483° зх. д.)

Увечері 29 травня 1944 року, коли авіаносець перебував за 420 миль на південь від Азорських островів (31°13′ пн. ш. 23°03′ зх. д. / 31.217° пн. ш. 23.050° зх. д.), він був торпедований німецьким підводним човном U-549. В корабель влучили 3 торпеди, внаслідок чого він за півгодини затонув. Загинули 6 членів екіпажу, решту підібрали кораблі супроводу.
В момент торпедування 6 літаків F4F Wildcat з авіаносця перебували у повітрі. Не маючи куди приземлитись, вони полетіли у напрямку Канарських островів, але через закінчення палива вони змушені були зробити посадку на воду. Вдалось врятувати лише 2 пілотів.

## Нагороди
За участь у бойових діях авіаносець «Блок-Айленд» був нагороджений двома Бойовими зірками.